# Passiflora imbeana
Passiflora imbeana är en passionsblomsväxtart som beskrevs av Sacco. Passiflora imbeana ingår i släktet passionsblommor, och familjen passionsblomsväxter. Inga underarter finns listade i Catalogue of Life.